# جاسپرز براش
جاسپرز براش (به انگلیسی: Jaspers Brush) یک منطقهٔ مسکونی در استرالیا است که در نیو ساوت ولز واقع شده‌است.